# Christian Hallbauer
Christian Hallbauer (* 4. Februar 1900 in Wernigerode; † 10. Januar 1954 in Trondheim) war ein aus Hitler-Deutschland nach Norwegen emigrierter deutscher Maler und Grafiker.

## Leben und Werk
Hallbauers Vater war der Maler und Bildhauer Otto Hallbauer. Nach dessen frühem Tod wuchs Hallbauer in der Familie seiner Mutter auf. 1918 legte er das Notabitur ab. Er nahm als Soldat in den letzten Monaten am Ersten Weltkrieg teil. Danach zog er nach Weimar und studierte ab 1920 bei Walther Klemm, Max Thedy, Alexander Olbricht und Hugo Gugg Malerei und Grafik an der Hochschule für bildende Kunst. Die Schule erwarb mehrere seiner Arbeiten.  Hallbauer studierte dann mit großen Unterbrechungen in München, ab 1923 in Dornach und in den Niederlanden. In Dornach lernte er Albert Steffen kennen. Er fand zur Anthroposophie mit der Farblehre von Rudolf Steiner und schuf eine Serie fantastisch-skurriler Radierungen. 1926 besuchte er Paul Klee, dessen Arbeiten ihn beeindruckten. Etwa ab 1930 wandte er sich zunehmend der Ölmalerei zu und schuf vor allem Bilder seiner Harzer Heimat, „einsame Bäume, eindrucksvolle Baumruinen, weite Landschaften … Der Farbauftrag erfolgt in dünnen Lasuren, so dass der weiße Untergrund die Farben zum Leuchten bringt.“

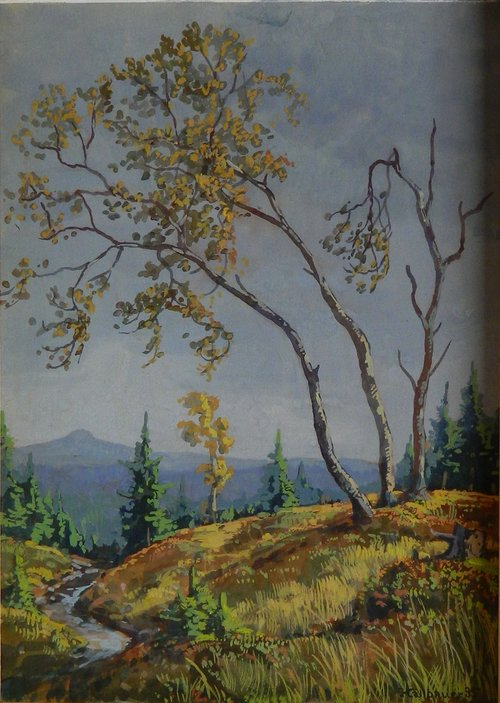
Im Harz: Blick vom Bruchberg auf den Achtermann (1935)

1932 heiratete Hallbauer die Kunstbuchbinderin und Zeichenlehrerin Marianne Lichtwald (1903–1991), mit der er nach Wernigerode zog. Aus der Ehe ging die Tochter Edith hervor. Von 1930 bis 1937 unternahmen sie mehrere Reisen nach Norwegen. 1932 hielten sie sich ein halbes Jahr in Nordnorwegen auf, wo Hallbauer eine bedeutende Anzahl von Bildern schuf und zu einem neuen Malstil fand. „Die Formen wurden fließender, die Linien weicher. Details verloren an Bedeutung. Die Gemütsschwere der Harzbilder wurde vom Licht und der Schönheit der nordischen Landschaft verdrängt.“
Hallbauer und seine Frau gingen in deutliche Distanz zum Hitler-Regime. Nachdem Hallbauer seinem früheren Lehrer Fritz Fleischer (1861–1938), einem Juden, ein Buch gewidmet und zudem die Patenschaft für das Kind einer befreundeten „Halbjüdin“ übernommen hatte, erhielt er 1938 Berufs- und Ausstellungsverbot. Daraufhin ging er 1939 mit seiner Frau ins Exil nach Norwegen. Sie lebten zunächst in Selbu, später in Trondheim. Nach der Besetzung des Landes durch die deutsche Wehrmacht inhaftierte sie der faschistische Sicherheitsdienst SD und hielt sie mehrere Wochen fest. Hallbauer erhielt das Angebot, „seine undeutsche Haltung wieder gutzumachen“ und als Dolmetscher für den SD zu arbeiten. Als er dies verweigerte, wurden die Eheleute ohne Ausweispapiere entlassen.
Zu Sicherung des Lebensunterhalts nähte Hallbauers Frau Hochzeits- und Festkleider für die Bauersfrauen, während Hallbauer Bilder der einsamen Gehöfte malte.
Nach Beendigung des Krieges verschlechterte sich Hallbauers Gesundheitszustand zunehmend, und er kam nie mehr nach Deutschland.
Die Tochter Hallbauers schenkte dem Harzmuseum Wernigerode mehrere Ölgemälde Hallbauers und eine umfangreiche Grafiksammlung. Mit einer Schenkung der Sammlung Christa und Peter Bürger gelangten 2019 etwa 30 Radierungen und Zeichnungen des Künstlers an das Museum.

## Publikation Hallbauers
- Die Ölfarbentechnik der alten Meister. Ein maltechnischer Beitrag für Maler und Kunstkenner. Wolfgang Jess Verlag, Dresden, 1938

## Ausstellungen (unvollständig)
- 1935: Halle, Galerie Neubert („Die nordische Landschaft und der Mensch“, mit Marianne Hallbauer-Lichtwald)